# Classe Kawachi
La Classe Kawachi est composée des premiers cuirassés de type Dreadnought de la Marine impériale japonaise.

## Histoire
Cette classe fut ordonnée en vertu du programme d'expansion de la flotte en 1907 comme l'une des premières étapes de la mise en œuvre de la Flotte huit-huit (Hachihachi Kantai), stratégie militaire de Satô Tatsutarô contre les menaces potentielles de la Chine, de la Russie et des États-Unis.

Elle fut commandée aux chantiers navals japonais de Yokosuka et Kure.

## Conception
La conception de cette classe est une version modifiée de la précédente Classe Satsuma. La propulsion utilise des moteurs à turbine.
Pour son armement principal, elle fut dotée de quatre canons Armstrong Whitworth de 12 pouces (305 mm) de calibre 50 naval montés en deux tourelles et de huit de même type en calibre 45 naval montés en quatre tourelles.
Son armement secondaire était composé de 10 canons à tir rapide Elswick Ordnance Co. de 6 pouces (152 mm) de lutte contre les torpilleurs. Il était complété par huit canons de 4,7 pouces (120 mm) et douze canons de 3 pouces (76 mm) calibre 40 et quatre autres en calibre 25 de 76 mm en casemates sur le pont supérieur. Il reçut aussi la dernière version de torpilles autopropulsées de l'ingénieur Robert Whitehead en quatre tubes sous la ligne de flottaison et un sur le pont.

## Service
Kawachi :

Mis en service le 31 mars 1912, le Kawachi joua un rôle mineur durant la Première Guerre mondiale. Il servit de patrouilleur sur les voies maritimes en mer de Chine orientale et en mer Jaune dans le cadre de l'effort de guerre de l'alliance anglo-japonaise. Il participa à la bataille de Tsingtao

Il fut détruit dans une explosion accidentelle due à une combustion spontanée de ses munitions, le 12 juillet 1918.
Settsu :

Lancé le 1er juillet 1912, le Settsu joua un rôle secondaire durant la Première Guerre mondiale.

Il a été mis hors service en 1924 en conformité du Traité naval de Washington de 1922. Il fut reconverti en navire-cible. Il a été coulé par des avions américains le 24 juillet 1945 à Etajima. Renfloué, il fut démantelé en 1947.

## Les unités de la classe
| Nom     | Quille          | Lancement       | Armement         | Chantier naval               | Fin de carrière                                            | Photo |
| ------- | --------------- | --------------- | ---------------- | ---------------------------- | ---------------------------------------------------------- | ----- |
| Kawachi | 1er avril 1909  | 15 octobre 1910 | 31 mars 1912     | Arsenal naval Yokosuka Japon | accidenté le 12 juillet 1918 détruit le 2 septembre 1918   |       |
| Settsu  | 18 janvier 1909 | 30 mars 1911    | 1er juillet 1912 | Arsenal naval Kure Japon     | retiré du service le 1er octobre 1924 démantelé le en 1947 |       |

## Sources
- (en) Cet article est partiellement ou en totalité issu de l’article de Wikipédia en anglais intitulé « Kawachi class battleship » (voir la liste des auteurs).